# Stracotto alla piacentina
Lo stracotto alla piacentina (stracott) è un piatto tipico della cucina della provincia di Piacenza inserito nell'Albo dei Prodotti agroalimentari tradizionali italiani.
Si tratta di una preparazione a base di carne di manzo cotta prolungatamente in un sugo a base di aromi vari, vino rosso ed appena una puntina di concentrato di pomodoro per conferirgli il tipico colore marrone scuro a fine cottura. La sua grande diffusione è dovuto anche al fatto che con la carne dello stracotto si prepara il ripieno degli anolini.

## Preparazione[1][2]
Le parti del manzo più indicate per lo stracotto alla piacentina sono il girello (conosciuto anche come magatello) e il bordone di coscia (noce). La carne verrà fatta rosolare per cinque o sei ore a fuoco lento in una casseruola nella quale saranno stati messi un pezzo di burro, cipolla, lardo o in alternativa pancetta piacentina tritata, passata di pomodoro e vino rosso o bianco da aggiungere durante la fase di cottura. Inoltre, prima della cottura, è possibile fare marinare la carne per lunghe ore con rosmarino, cipolla, salvia, prezzemolo, aglio e vino. Il piatto si serve a fette, eventualmente accompagnato da polenta o purè di patate.